# Yehuda Elkana

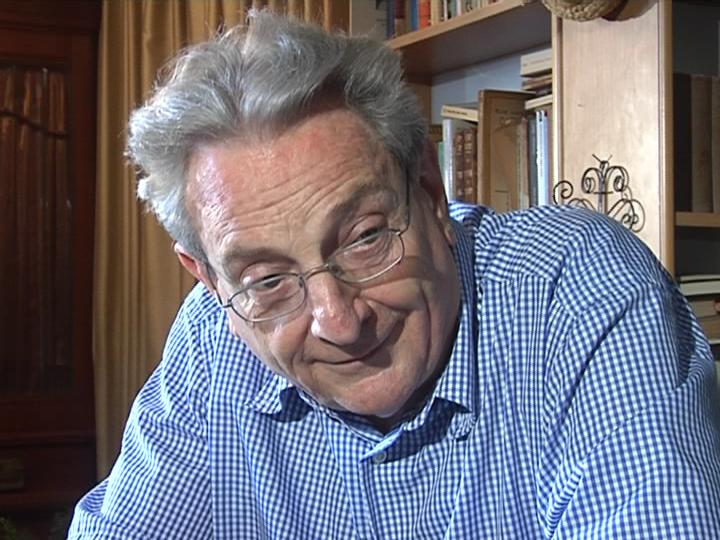
Yehuda Elkana (2007)

Yehuda Elkana (hebräisch יהודה אלקנה, geboren als László Fröhlich 16. Juni 1934 in Subotica, Königreich Jugoslawien; gestorben 21. September 2012 in Jerusalem, Israel) war ein Wissenschaftstheoretiker und Wissenschaftshistoriker.

## Leben
László Fröhlichs Eltern waren ungarische Juden, die nach dem Ersten Weltkrieg in der nunmehr jugoslawischen Vojvodina lebten, ihr Wohnort wurde wiederum 1941 von Ungarn annektiert. Die Familie geriet 1944 nach Szeged, sie wurde dann aber in das KZ Auschwitz deportiert. Er überlebte die Haft (wie auch seine Familie, die zu Zwangsarbeit beim Wiederaufbau österreichischer Städte eingeteilt war) und wanderte 1948 nach Israel aus. Er lebte in einem Kibbutz und besuchte dann das Hebräische Herzlia-Gymnasium in Tel Aviv. Yehuda Elkana, wie er sich jetzt nannte, studierte Physik, Mathematik und Wissenschaftsgeschichte ab 1955 an der Hebräischen Universität in Jerusalem und schloss das Studium 1966 mit dem Master ab, während er gleichzeitig am Gymnasia Rehavia in Tel Aviv unterrichtete. 1968 wurde er an der Brandeis University mit der wissenschaftshistorischen Arbeit „On the Emergence of the Energy Concept“ promoviert. Danach unterrichtete er ein Jahr an der Harvard-Universität und ab 1968 an der Hebräischen Universität in Jerusalem Wissenschaftsgeschichte und Wissenschaftstheorie, zeitweise als Vorstand der Fakultät. Er war 1968 bis 1993 Direktor des Van Leer Instituts in Jerusalem und 1981 bis 1991 Direktor des Cohn Instituts für Wissenschaftsgeschichte und -philosophie an der Universität Tel Aviv. Von 1987 bis 2006 war er „Permanent Fellow“ am Wissenschaftskolleg zu Berlin. Von 1995 bis 1999 war er Professor für Wissenschaftstheorie an der ETH Zürich. Von 1999 bis 2009 war er Präsident und Rektor der Central European University in Budapest, die er im Auftrag des Mäzens George Soros aufbaute. Zuletzt lebte er in Berlin, wo er 2009/2010 an einem Projekt zur Reform des Curriculums von Universitäten arbeitete und am Wissenschaftskolleg und Gastwissenschaftler am Max-Planck-Institut für Wissenschaftsgeschichte war. Bis kurz vor seinem Tod arbeitete Elkana zusammen mit Hannes Klöpper an seinem letzten Werk mit dem Titel: „Die Universität im 21. Jahrhundert: Für eine neue Einheit von Lehre, Forschung und Gesellschaft“.
Elkana war 1973/74 Fellow des Center for Advanced Study in Behavioral Sciences der Stanford University und war 1977/78 Visiting Fellow des All Souls College der Universität Oxford.
Elkana war korrespondierendes Mitglied der Internationalen Akademie für Wissenschaftsgeschichte sowie Mitglied des Wissenschaftlichen Beirats des Collegiums Helveticum. Er war Mitbegründer und Herausgeber der Zeitschrift Science in Context.
Er gab Schriften von William Whewell und Hermann von Helmholtz (in englischer Übersetzung) heraus und war einer der Organisatoren des Einstein Centennial Symposiums in Jerusalem 1979. Er hielt auch die Eröffnungsrede für die Feierlichkeiten zum Einstein Jahr in Berlin 2005 und forschte am Einstein Paper Project am Caltech.

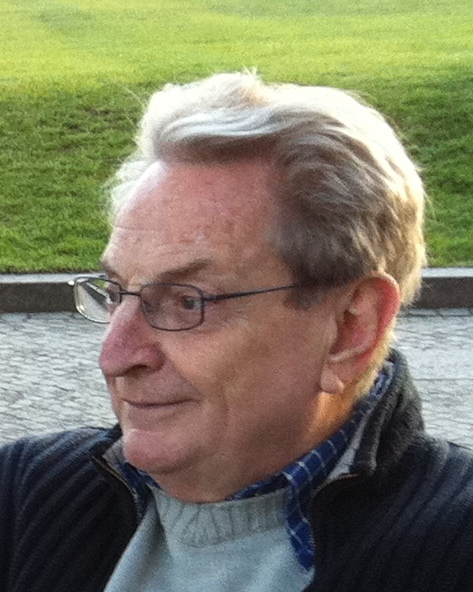
Elkana vor dem Berliner Dom im Mai 2011

In Israel ist er durch einen Artikel in der Tageszeitung Haaretz von 1988 bekannt, der eine Debatte auslöste, inwieweit der Holocaust zur Identitätsfindung Israels herangezogen werden sollte. Seiner Meinung nach würde dies von nationalistischen Kreisen in Israel ausgenutzt und den Dialog mit den Palästinensern negativ vorbelasten. Sein Plädoyer für das Vergessen hatte er über Israel und den Holocaust hinaus nicht verallgemeinert: „Es kann sein, dass es für die Welt insgesamt wichtig ist, sich zu erinnern. Ich bin da nicht sicher, aber in jedem Fall ist das nicht unser Problem. Jedes Volk, einschließlich der Deutschen, wird über seinen eigenen Weg entscheiden und auf der Grundlage seiner eigenen Kriterien, ob es sich erinnern will oder nicht.“

## Publikationen
- mit Hannes Klöpper: Die Universität im 21. Jahrhundert. Für eine neue Einheit von Lehre, Forschung und Gesellschaft, Edition Körber-Stiftung, 2012
- Discovery of the conservation of Energy, Harvard University Press 1974 (Vorwort I. Bernard Cohen, aus seiner Dissertation entstanden)
- Anthropologie der Erkenntnis. Die Entwicklung des Wissens als episches Theater einer listigen Vernunft, Suhrkamp, ISBN 978-3-518-57940-4, 1986
- Essays on the cognitive and political organization of science, Berlin, Max-Planck-Institut für Wissenschaftsgeschichte 1994
- als Herausgeber mit Everett Mendelsohn: Sciences and cultures: anthropological and historical studies of the sciences, Kluwer 1981 (darin von Elkana: A programmatic attempt at an anthropology of knowledge, S. 1–68)
- als Herausgeber mit Gerald Holton: Albert Einstein: historical and cultural perspectives, the centennial symposium in Jerusalem, Dover 1997
- als Herausgeber: The interaction between science and philosophy, Humanities Press 1974
- als Herausgeber mit Joshua Lederberg, Robert K. Merton, Harriet Zuckerman, Arnold Thackray: Towards a metric of science: the advent of science indicators, Wiley 1978

## Belege
1. ↑  Nachruf im Daily Telegraph 2012
2. ↑  CEU Mourns Death of Yehuda Elkana, abgerufen am 21. Dezember 2015
3. ↑  Yehuda Elkana, Ph.D., Permanent Fellow (1987–2006)
4. ↑  Curriculum Reform Forum
5. ↑   Yehuda Elkana, Hannes Klöpper „Die Universität im 21. Jahrhundert: Für eine neue Einheit von Lehre, Forschung und Gesellschaft“, Körber-Stiftung 2012 (Memento vom 2. Februar 2013 im Internet Archive)
6. ↑  Elkana Einsteins Erbe, Eröffnungsrede zum Einsteinjahr, Deutsches Historisches Museum, 19. Januar 2005, pdf
7. ↑  Elkana Die Notwendigkeit des Vergessens (hebräisch), Haaretz, 2. März 1988, S. 13
8. ↑  Amos Elon Der Holocaust hat keine Werte: Politik der Erinnerung, Ausschnitt aus seinem Buch Nachrichten aus Jerusalem, haGalil 2007
9. ↑  Elkana Über die Notwendigkeit zu vergessen (deutsch), pdf

| Personendaten    | Personendaten                                                     |
| ---------------- | ----------------------------------------------------------------- |
| NAME             | Elkana, Yehuda                                                    |
| ALTERNATIVNAMEN  | יהודה אלקנה (hebräisch); László Fröhlich (Geburtsname)            |
| KURZBESCHREIBUNG | israelischer Wissenschaftstheoretiker und Wissenschaftshistoriker |
| GEBURTSDATUM     | 16. Juni 1934                                                     |
| GEBURTSORT       | Subotica, Vojvodina, Königreich Jugoslawien                       |
| STERBEDATUM      | 21. September 2012                                                |
| STERBEORT        | Jerusalem, Israel                                                 |